# 訶具都智神社 (富津市志駒)
訶具都智神社（かぐつちじんじゃ）は、千葉県富津市志駒にある神社である。

## 祭神
火産霊神

## 由緒
元禄14年創建。

## 所在地
- 千葉県富津市志駒1407

## その他
- 標高225mの愛宕山（志駒愛宕山）の山頂近くに鎮座。麓から山頂近くまで林道が続いている。
- 愛宕山に鎮座していることから、地図や登山本によっては「愛宕神社」と誤って記載されていることがある。